# Mateo-Txistu

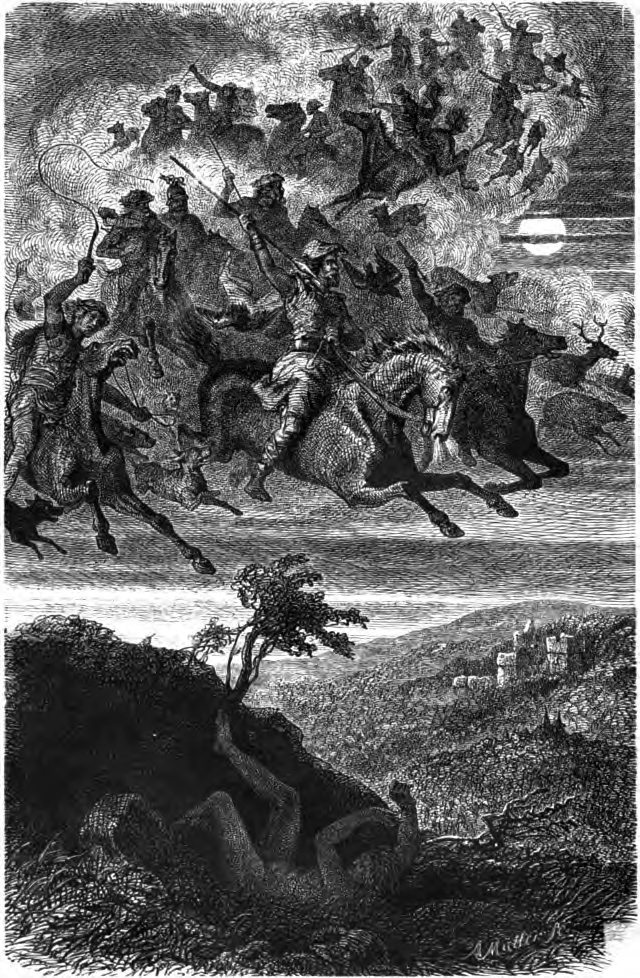
La chasse sauvage de Wotan, par F. W. Heine.

Mateo-Txistu est un personnage de la mythologie basque. On connaît la légende du chasseur à cause de sa passion immodérée. Il a été puni et court sans trêve à travers le monde, accompagné de ses chiens, sans connaître le repos. Ce type de récit fait partie d'un vaste cycle de chasses aériennes et nocturnes des récits mythologiques d'origine indo-européenne.

## Étymologie
Il a plusieurs noms à travers le Pays basque: 
- À Ataun on l'appelle Mateo-Txistu. Txistu signifie « flûte » en basque, prononcez tchisstou.
- À Zerain c'est Juanito Txistularia (petit Jean joueur de flûte)
- À Gelazibar, Martin Abade (Martin l'abbé)
- À Saint-Esteben Errege Xalomon ou Salomon erregea est un « chasseur errant » en Zuberoa, à Oiartzun et à Saint-Esteben. Errege Salomon signifie en basque le « roi salomon ».
- À Oiartzun Salomon Apaiza (Salomon curé)
- À Usurbil Prixki Juan, Prixki-Joan.

## Versions
Souvent, ce chasseur noir ou Ehiztari beltza dans la chasse fantastique. est un curé qui, laissant sa messe à moitié célébrée, s'en alla avec ses chiens poursuivre un lièvre. Il n'est pas revenu et ne reviendra jamais de son excursion. Personne ne l'a encore vu mais nombreux sont ceux qui assurent avoir entendu dans nos bois et nos montagnes, son sifflement accompagné du hurlement triste et monotone de ses chiens. Selon les versions, c'est une chasse « aérienne » (les protagonistes sont emportés par un vent éternel) ou « terrestre » (ils chassent dans les bois, forêts ou montagnes). 
D'après certaines versions, ce chasseur ne voulut pas s'arrêter pour donner l'aumône à un nécessiteux qui la lui demandait. À l'instant même un nuage l'emporta, lui et ses chiens. Il les déposa sur la lune. C'est là qu'il poursuit sans relâche son office et il le fera tant que la lune existera.
À Dohozti (nom vulgaire de la ville de Donoztiri ou Saint-Esteben en français), va par les montagnes de ces régions en compagnie de ses chiens. On dit de lui qu'il assistait à une messe lorsqu'au Sanctus, il vit comme un lièvre passant près de la porte de l'église. C'était le diable qui avait pris une apparence. Laissant la messe, il sortit de l'église et s'en alla avec ses chiens à la poursuite de l'animal. Lui et ses bêtes furent vite élevés dans les airs, de façon mystérieuse. Il continue toujours à croiser dans les airs, sans jamais pouvoir attraper le lièvre. 